# Eulophia petersii
Eulophia petersii är en orkidéart som först beskrevs av Heinrich Gustav Reichenbach, och fick sitt nu gällande namn av Heinrich Gustav Reichenbach. Eulophia petersii ingår i släktet Eulophia och familjen orkidéer. Inga underarter finns listade i Catalogue of Life.

## Bildgalleri

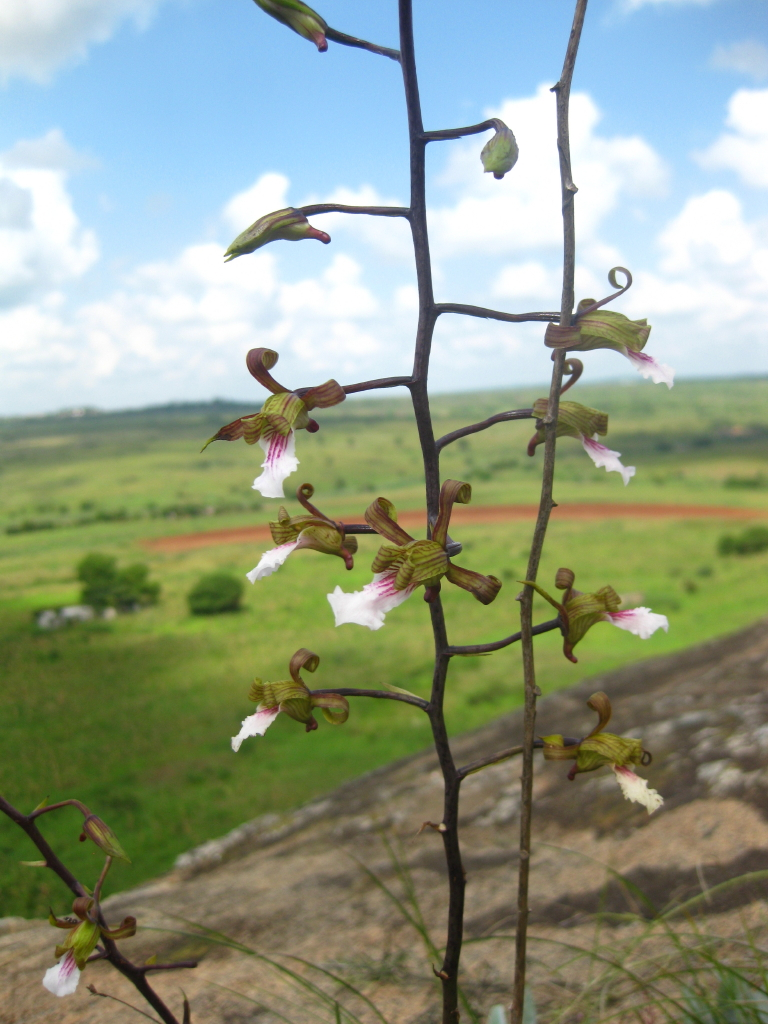
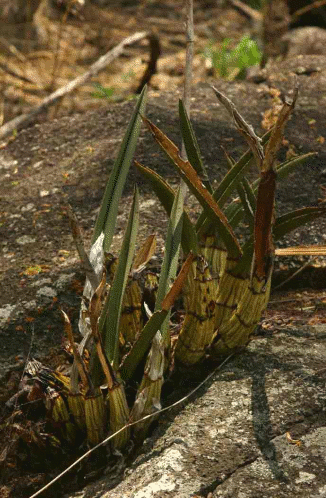
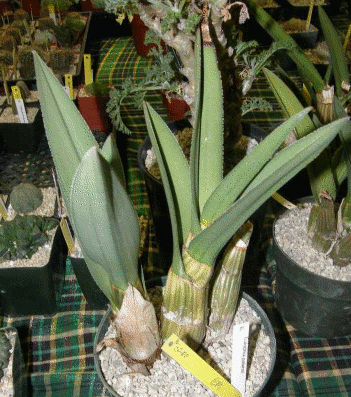